# تل سفیدی محمدآباد
تل سفیدی محمدآباد مربوط به دوره هخامنشی است و در شهرستان مرودشت، بخش مرکزی، دهستان محمدآباد، ۳ کم جنوب غربی روستای محمدآباد، حاشیه زمینهای کشاورزی آقای فضل اله پورجم واقع شده و این اثر در تاریخ ۳۰ بهمن ۱۳۸۶ با شمارهٔ ثبت ۲۰۹۱۵ به‌عنوان یکی از آثار ملی ایران به ثبت رسیده است.